# Ашкелон
Ашкело́н (івр. אשקלון) — ізраїльське південно-західне місто, розташоване на узбережжі Середземного моря (56 км від Тель-Авіва, 70 км від Єрусалима та 65 км від Беер-Шеви). Населення — 150 026 осіб, 12-те за кількістю населення місто Ізраїлю. Сучасний Ашкелон існує з 1951 р.

## Назва
- Ашкело́н (івр. אשקלון, МФА: [aʃkeˈlon]) — єврейська назва міста.
- Аскалон (грец. Ἀσκάλων, Askálōn; лат. Ascalon) — антична грецька і середньовічна латинська назва міста.
- Аскалан (араб. عَسْقَلَان, ʿAsqalān) — арабська назва міста.

## Клімат
| Клімат Ашкелона       | Клімат Ашкелона | Клімат Ашкелона | Клімат Ашкелона | Клімат Ашкелона | Клімат Ашкелона | Клімат Ашкелона | Клімат Ашкелона | Клімат Ашкелона | Клімат Ашкелона | Клімат Ашкелона | Клімат Ашкелона | Клімат Ашкелона | Клімат Ашкелона |
| Показник              | Січ.            | Лют.            | Бер.            | Квіт.           | Трав.           | Черв.           | Лип.            | Серп.           | Вер.            | Жовт.           | Лист.           | Груд.           | Рік             |
| Середній максимум, °C | 17,2            | 17,5            | 19,7            | 24,6            | 27,4            | 29,8            | 30,8            | 31,1            | 30,2            | 27,9            | 23,6            | 19,2            | 24,8            |
| Середній мінімум, °C  | 8,1             | 8               | 9,3             | 11,9            | 14,8            | 18              | 20,6            | 21,4            | 20,1            | 17,5            | 13,1            | 9,8             | 14,3            |
| Норма опадів, мм      | 127.9           | 98.6            | 61.4            | 17.8            | 3               | 0               | 0               | 0               | 2.3             | 19              | 69.8            | 114.7           | 514.5           |
| --------------------- | --------------- | --------------- | --------------- | --------------- | --------------- | --------------- | --------------- | --------------- | --------------- | --------------- | --------------- | --------------- | --------------- |
| Джерело: Weatherbase  |                 |                 |                 |                 |                 |                 |                 |                 |                 |                 |                 |                 |                 |

## Історія

### Стародавні часи
Ашкелон був великим містом вже в епоху середньої бронзи (ХХ-XV до нашої ери). Місто стояло на пагорбі біля моря і було оточене півкільцем стін та башт, які протягом за цей період перебудовувалися чотири рази. Це був важливий ханаанський порт з населенням близько 15 тисяч людей. В амарнському дипломатичному листуванні XIV століття до нашої ери повідомляється, що правитель Ашкелону Уйдія постачав харчі єгипетським військам. З іншого боку місто-держава мусила виживати в складних обставинах, тож з листа правителя Єрусалима випливає, що одночасно Уйдія збирався постачати харчі і ворожим до Єгипту племенам хапіру, що їх багато хто з дослідників ототожнює з давніми євреями.
Під час навали народів моря Ашкелон було зруйновано, а на його місці десь на початку ХІІ століття до нашої ери філістимляни заснували своє поселення. Спершу місто було невелике, але швидко, вже наприкінці того ж століття, розрослося до розмірів старого і було оточене валами та баштами з цегли-сирцю. Ашкелон був одним з п'яти головних філістимлянських міст.
Після вторгнення євреїв до Ханаану формально Ашдод входив до території племені Юди, однак фактично євреї захопили лише пагорби, а рівнини ще століттями належали філістимлянам. У VIII сторіччі до нашої ери Ашкелон згадується в ассирійських джерелах як самостійне філістимлянське місто. В 734 році до нашої ери Тіглатпаласар III змушує місто платити данину, а пізніше захоплює його. До середини VII сторіччя до нашої ери правителі Ашкелона тримали руку ассирійців, а місто неодноразово використовувалося для нападів на Єгипет. Після падіння Ніневії Ашкелон став незалежним, однак ненадовго — в 604 році до нашої ери вавилонський цар Навуходоносор завоював його, місто зруйнував, а жителів угнав до Вавилона так само як і сусідні єврейські племена. Так завершився філістимлянський етап історії.
Місто відродилося та досягло розквіту в часи перського панування. В еліністичні часи воно належало Птолемеям, а потім Селевкідам. При Маккавея місто зберегло незалежність. В римські часи Ашкелон був «вільним» грецьким містом. Попри те, що місто зачепили події Юдейської війни, воно не дуже постраждало і було відоме і в пізньоримські часи. Єпископ Ашкелону брав участь вже в першому Вселенському соборі.

### Середньовіччя
В 636 році місто захопили араби.
В 940 році була зруйнована церква Богородиці і з того часу єпископи перебралися з Ашкелону в Рамлу.
12 серпня 1099 року в околицях Аскалону відбулася битва, у якій хрестоносці Готфріда Булонського перемогли фатимідську армію, що йшла захоплювати Єрусалим. Ця подія стала переможним завершенням Першого хрестового походу.
1153 року місто здобули хрестоносці й приєднали до Яффського графства Єрусалимського королівства.
В 1187 році Ашкелон захопив Салах ад-Дін, а у 1191 році його відвоював Річард Левове Серце. Він почав було відбудовувати поруйноване місто, але за договором з Салах ад-Діном місто було покинуте та знесене.
В 1240 році Річард Корнуольський збудував на пустці замок який в 1270 році знищив мамлюцький султан Бейбарс.

### Новий час
До 1948 на цьому місці було арабське поселення Ель-Мадждаль. Євреям воно дісталося лише після арабо-ізраїльської війни 1948 року.
Стародавній Ашкелон частково похований під набережними пісками, частково представлений мальовничими руїнами. Сьогодні більшість давніх пам'ятників міста зосереджено у Національному парку.

## Промисловість
З 2005 року у місті працює завод з опріснення води, який на момент відкриття був найбільшим підприємством такого профілю у світі. Його потужність становить 330 тисяч кубічних метрів води на день.
В Ашкелоні також розміщені виробничі потужності другого за обсягами продукції виробника пива в Ізраїлі компанії Israel Beer Breweries. Броварню було збудовано 1992 року із залученням данського пивоварного гіганта Carlsberg Group, який пізніше вийшов з числа власників підприємства, але продовжує надавати йому право виробництва за ліцензією своїх найпопулярніших сортів пива: Carlsberg та Tuborg.

## Міста побратими
- Умань, Україна
- Кот Сен-Люк, Квебек, Канада
- Сіньянь, Китай
- Ез-ан-Прованс, Франція
- Кутаїсі, Грузія
- Берлін-Вайсензе, Німеччина
- Сопот, Польща
- Ентеббе, Уґанда
- Портленд, Орегон, США
- Балтімор, США

## Галерея

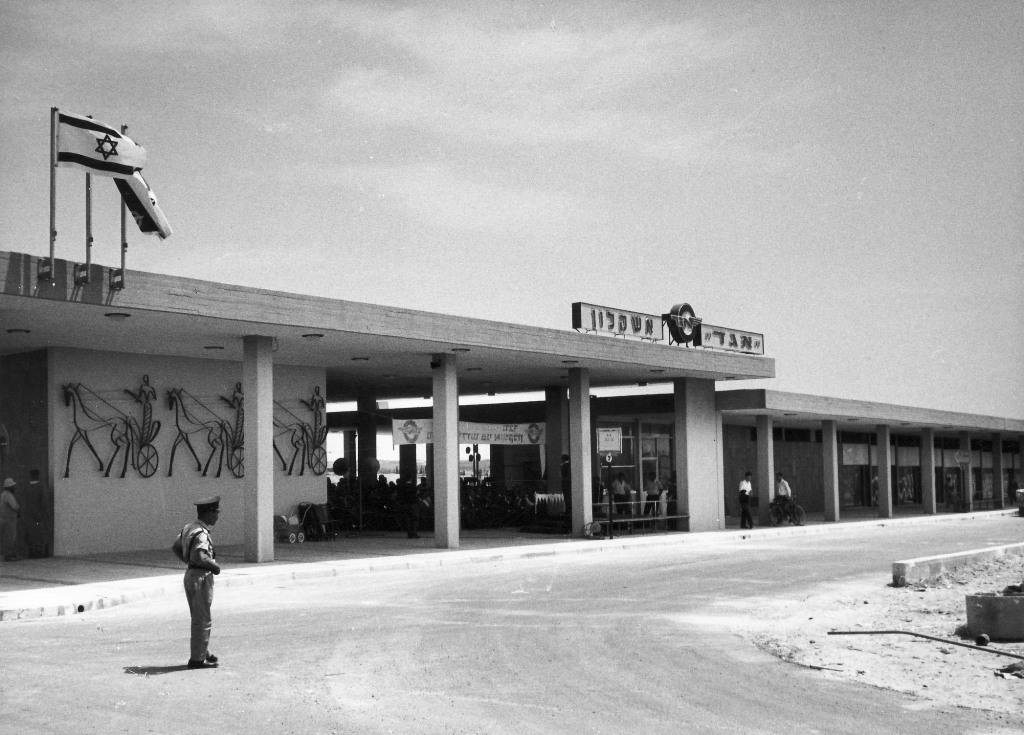
Центральна автобусна станція Ашкелона в 1965 році
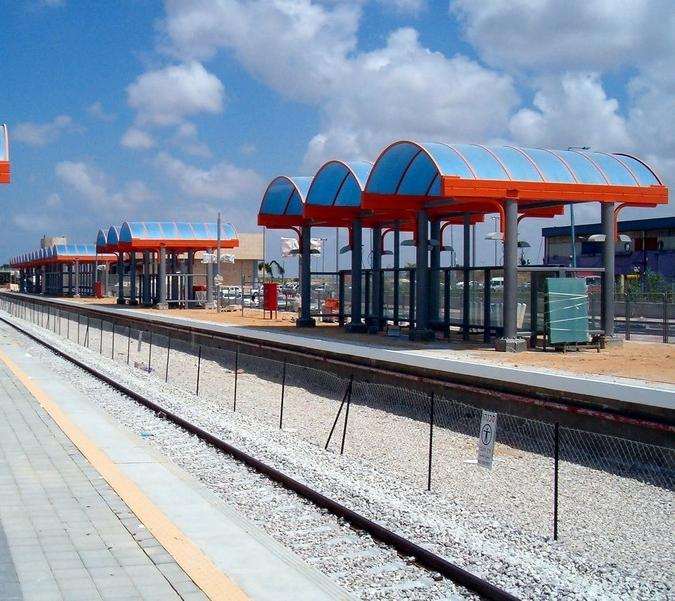
Залізнична станція Ашкелона